# Pansexualidad

Bandera del orgullo pansexual. El color rosado representa la feminidad, el amarillo representa la no-binariedad y el azul, la masculinidad.

La pansexualidad es la atracción sexual, romántica o emocional hacia otras personas independientemente de su sexo o identidad de género.
Aunque no existe un consenso en su definición, ya que cada persona la define según su propia subjetividad,quienes se declaran pansexuales están más interesados en los sentimientos generados por la relación que en el sexo o género de su compañero.

## Etimología e historia
Es un neologismo compuesto por el prefijo παν-, ‘todo’ procedente del griego antiguo, y la palabra sexualidad en su significado ‘orientación sexual’.
Se empezó a usar en la década de 1970, aunque no estaba concretada su definición actual. En un artículo de 1974 se lista el término «pansexual» como orientación sexual junto con «asexual», «bisexual» y «polisexual» en un contexto de crítica a su banalización. En 1976, Stephen Ostrow lo utilizó en un artículo, asimismo crítico, en la revista musical Rolling Stone.
En la década de 1990 el término alcanzó mayor difusión, principalmente por las declaraciones de personajes famosos que se identificaron públicamente como pansexuales.

## Diferencias con otras orientaciones sexuales
A diferencia de otras orientaciones sexuales en las que el género de las personas determina a quién se puede sentir atracción (como la homosexualidad, heterosexualidad o la bisexualidad), las personas pansexuales consideran que el concepto del género no es un elemento que entra en juego a la hora de sentir atracción.

### Con la bisexualidad
Desde un punto de vista literal, la bisexualidad se entiende como «atracción hacia dos géneros» (prefijo bi-, «dos»), por lo que se diferencia del «todos» de la pansexualidad. En el contexto del dualismo de género, los dos géneros objeto de la atracción de la bisexualidad son el masculino y el femenino; la pansexualidad en este contexto reconoce que hay más de dos géneros y que la identidad y expresión de género son flexibles y fluidas.
A pesar del concepto de bisexualidad entendida como «atracción hacia hombres y mujeres» que predomina en el imaginario colectivo, activistas bisexuales definen su orientación como «atracción hacia dos géneros» (no necesariamente los géneros binarios), «hacia más de un género», «hacia todos los géneros» o «hacia el mismo género y diferentes».
Algunas personas consideran la pansexualidad como una rama de la bisexualidad («paraguas de la bisexualidad»), aunque algunos estudios proponen que se investigue si, por el contrario, la bisexualidad puede definirse como un componente de la pansexualidad.
Por otro lado, en un estudio realizado a unas 700 personas bisexuales en Estados Unidos, se encontró que «la mitad de los participantes bisexuales e identificados con la bisexualidad eligió etiquetas alternativas como queer, pansexual, pansensual, polifiel, ambisexual, polisexual, o identidades personalizadas como "byke" o "bifílico"».

### Con la polisexualidad
La polisexualidad se define como «la atracción hacia personas de más de dos géneros». Si bien la pansexualidad se desliga el concepto del género ya que no lo considera un factor a la hora de sentir la atracción, una persona pansexual puede sentir potencialmente atracción hacia personas de cualquier género, por lo que no existe una limitación como la de la polisexualidad.

## Discriminación
Existen individuos dentro de la comunidad LGBT que pretenden excluir a las personas que se declaran pansexuales. Les acusan de «evitar etiquetarse como bisexual para evitar los estereotipos asociados». Los pansexuales se defienden, a su vez, acusando a sus opositores de estigmatizar la pansexualidad. Algunas personas pansexuales también han relatado encontrar problemas al «salir del armario» para lograr explicar qué es la pansexualidad.
Otros prejuicios derivados de la etimología de la palabra es el pensar que las personas pansexuales les atrae todo el mundo o que la pansexualidad incluye parafilias como la bestialidad, pedofilia o necrofilia; ambas ideas han sido desmentidas por la comunidad pansexual.

## En la cultura

### Personajes ficticios pansexuales
- Franky Fitzgerald, de la serie británica Skins.
- Jack Harkness, personaje de Doctor Who.[20]
- Julie Power, también conocida como Rayo Iris, Molécula, o Maestra de la Densidad.
- Karen Walker, personaje de la serie Will & Grace.[20]
- Wade Wilson, también conocido como Deadpool, personaje que aparece en los cómics de Marvel.[21]
- Roger, personaje de American Dad!.[22]